# (38605) 1999 YV10
1999 YV10 (asteroide 38605) é um asteroide da cintura principal. Possui uma excentricidade de 0.13634490 e uma inclinação de 5.79788º.
Este asteroide foi descoberto no dia 27 de dezembro de 1999 por Spacewatch em Kitt Peak.